# Mibbit
Mibbit — веб-клиент IRC, ранее так же поддерживал Twitter и Yahoo! Messenger. Он разработан Джимми Муром и основан на модели AJAX с пользовательским интерфейсом, написанным на JavaScript. Mibbit установлен как IRC-клиент по умолчанию в Firefox.

## Описание
Пользовательский интерфейс Mibbit полностью работает в браузере и не требует установки какого-либо программного обеспечения на устройство пользователя. Поддерживаются большинство современных браузеров, использующих последние версии JavaScript, включая Mozilla Firefox, Microsoft Edge, Opera, Google Chrome и Safari. Присутствует поддержка мобильных устройств, таких как Apple iPhone, iPod touch и прочих, а также других платформ, таких как Nintendo Wii.
Mibbit использует модель клиент-сервер. Пользовательский интерфейс написан на HTML и JavaScript с использованием методов программирования AJAX. Бэкенд клиента полностью написан на Java и работает независимо от веб-сервера в автономном режиме на сервере Mibbit. Такой подход отличается от клиентов, выполненных как расширение для браузеров, таких как ChatZilla, или IRC-клиентов на основе Java-апплетов, таких как PJIRC, которые полностью работают в веб-браузере. Он также отличается от серверных веб-прокси клиентов, таких как CGI:IRC, где вся обработка происходит на удалённом сервере.
Поскольку клиент-серверный подход позволяет использовать централизованный клиентский сервер Mibbit, это позволяет Mibbit предложить расширенную функциональность, которой нет в стандартном протоколе IRC. Некоторые из этих функций включают историю чата канала, которая может быть показана клиентам Mibbit, когда они присоединяются к каналу, где уже присутствует другой пользователь Mibbit, уведомление о наборе сообщения другими пользователями Mibbit, и различные значки, которые позволяют идентифицировать устройство, используемое с Mibbit, например iPhone, iPod Touch, Wii и т. д.
Mibbit поддерживает протокол WebIRC (CGI:IRC) который позволяет клиенту отправлять IP-адрес и имя хоста пользователя на IRC-сервер. Серверы, поддерживающие WebIRC, позволяют пользователям Mibbit отображаться как обычные IRC-клиенты, а не как пользователи, подключающиеся из домена mibbit.com. Если WebIRC не используется или недоступен, Mibbit помещает имя хоста пользователя в поле «realname» клиента, а IP-адрес пользователя кодирует в шестнадцатеричном формате и отправляет его в качестве ответа ident.

## Особенности
Клиент Mibbit имеет возможность подключаться к нескольким IRC-серверам, включая те, которые используют SSL/TLS, может присоединяться к нескольким каналам и может быть настроен на автоматическое присоединение к часто используемым каналам. По умолчанию Mibbit использует UTF-8, но также может быть настроен для использования других наборов символов. Поддерживаются автодополнение ников по нажатию на Tab ↹, история ввода для каждой вкладки, доступная при нажатии на ↑/↓, сокращения для команд, команды пользовательского меню и сохранение пользовательских настроек. Mibbit может обрабатывать смайлики, ссылки, каналы, ники и цветовые коды mIRC, а также автоматически создавать миниатюры для URL-адресов. Кроме того, Mibbit предлагает встроенный pastebin, службу загрузки текста, и может сокращать URL-адреса. Mibbit также предоставляет уведомления о наборе текста другими пользователями Mibbit, историю чата для IRC-каналов, в которых уже находятся другие пользователи Mibbit, и расширенную информацию whois с профилями пользователей.
Mibbit использует API Google, что позволяет клиенту поддерживать ряд сервисов Google. Mibbit может переводить текст и разговоры «на лету» с помощью Google Переводчика, отображать местоположения с помощью Google Карт и поддерживает просмотр YouTube видео.
Помимо стандартного клиента, Mibbit также поддерживает клиент-виджет, который можно встроить в веб-страницу. Клиент-виджет поддерживает большинство функций обычного клиента, но не поддерживает соединения сразу с несколькими серверами.

## Критика
Mibbit получил высокую оценку от CNET и Lifehacker.com за простоту использования. Администраторы Drupal используют его для добавления IRC-виджетов на сайты, отмечая преимущества его модульного дизайна. Mashable предлагает Mibbit как подходящий ресурс для новичков в IRC.

## Поддержка Firefox
Сборки Firefox версии 3.5 и позднее используют Mibbit в качестве обработчика протокола IRC по умолчанию, а также поддерживают зашифрованные соединения ircs:// по протоколам SSL/TLS.

## Смягчение злоупотреблений
Поскольку Mibbit фактически является IRC-прокси, он потенциально может быть использован для обхода запретов и блокировок. Это привело к тому, что клиенту запретили доступ к некоторым сетям и каналам IRC. Mibbit поддерживает проверку DNSBL через службу DroneBL как средство блокировки доступа недобросовестных пользователей и ботнетов. Mibbit был внесён в чёрный список DNS DroneBL как открытый прокси-сервер в декабре 2008 года, а в марте 2009 года из-за сбоя в базе данных ошибочно снова попал в список. Это не позволяло пользователям Mibbit подключаться к IRC-сетям, использующим службу DroneBL. Mibbit был добавлен в белый список DroneBL, чтобы помочь предотвратить будущие сбои в работе сервиса. 19 июня 2009 года он был навсегда заблокирован во freenode. Тогда же, freenode представил новый официально поддерживаемый клиент AJAX с открытым исходным кодом.